# Bynack More
Der Bynack More ist ein 1090 Meter hoher, als Munro und Marilyn eingestufter Berg in Schottland. Die Bedeutung seines gälischen Namens A’ Bheithneag Mhòr ist nicht eindeutig geklärt. Der Namensbestandteil Bheithneag ist eventuell vom Wort Binneag abgeleitet, das Schornsteinaufsatz oder Dachfirst bedeutet. Eine weitere Alternative ist Beinneag, was kleiner Berg bedeutet, in der Übersetzung des gesamten Namens allerdings Großer kleiner Berg bedeuten würde. Der Begriff Beannag ist eine dritte Möglichkeit, er bedeutet in etwa Kappe, Taschentuch oder Stirnband. Das Erscheinungsbild des Berges lässt sowohl die erste als auch die dritte Alternative als möglich erscheinen, für letztere spricht aufgrund der Aussprache auch die erstmalige Nennung des Berges als Byn Byinck im 1654 von Joan Blaeu erstellten ersten Atlas Schottlands. Der Gipfel liegt in der Council Area Highland am Nordrand der Cairngorms gut 15 Kilometer östlich von Aviemore, über die Südostseite verläuft die Grenze zur Council Area Moray.
Als nördlichster Munro der zentralen Cairngorms wirkt die Pyramide des Bynack More von Norden wie der höchste Gipfel der Cairngorms. Der Berg weist die Form eines länglichen Kegels auf, der in etwa in Nord-Süd-Richtung verläuft. Er liegt am Ostrand eines kleinen Hochplateaus, das im Westen vom Strath Nethy, im Süden von Glen Avon und auf der steilen Ostseite von zwei durch eine niedrige Wasserscheide verbundenen Seitentälern des Glen Avon begrenzt wird. Nach Norden fällt das Plateau zu niedriger gelegenen Moor- und Heidelandschaften der Abernethy National Nature Reserve ab. Auch der Nordgrat des Bynack More verläuft in diese Richtung. Auf der Ostseite des breiten Südgrats des Berges liegen etwas unterhalb des Gipfels die Barns of Bynack, mehrere auffällige Klippen aus Granit. Westlich des Grats liegen weitere, etwas kleinere Klippen, die Little Barns of Bynack. Die übrigen Seiten sind von steilen Gras- und Heideflächen geprägt, die lediglich im Gipfelbereich und auf der Nordwestseite von Schrofen und kleinen Blockhalden durchsetzt sind. Nordwestlich des Gipfels liegt am Nordrand des Hochplateaus der 970 Meter hohe Bynack Beg, auf der Südwestseite des Hochplateaus der 1016 Meter hohe Vorgipfel und Munro-Top A’ Chòinneach, der bis 1981 als eigenständiger Munro eingestuft war.

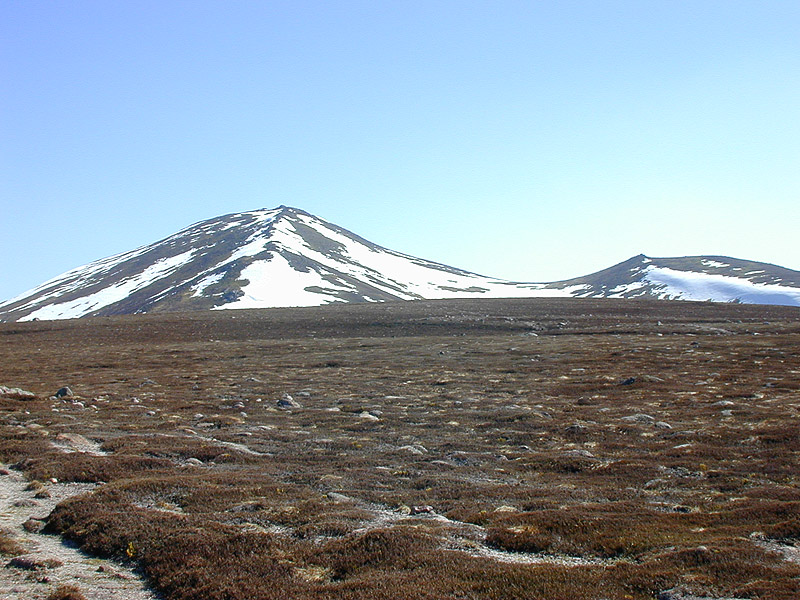
Blick von Norden, links der Bynack More, rechts der Bynack Beg
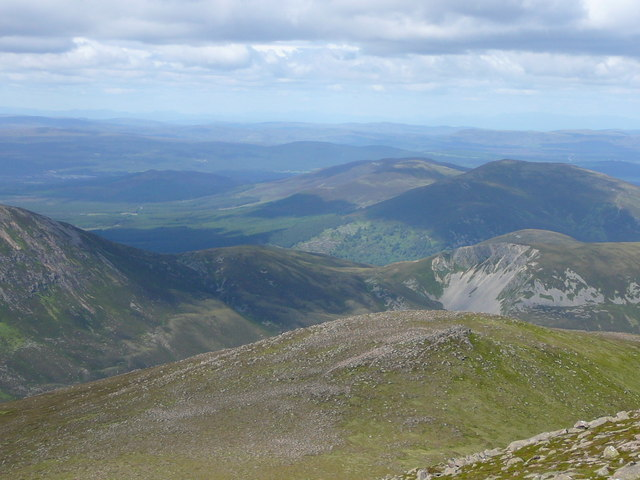
Blick vom Bynack More nach Nordwesten, im Vordergrund der Bynack Beg, im Hintergrund rechts der Meall a’ Bhuachaille.
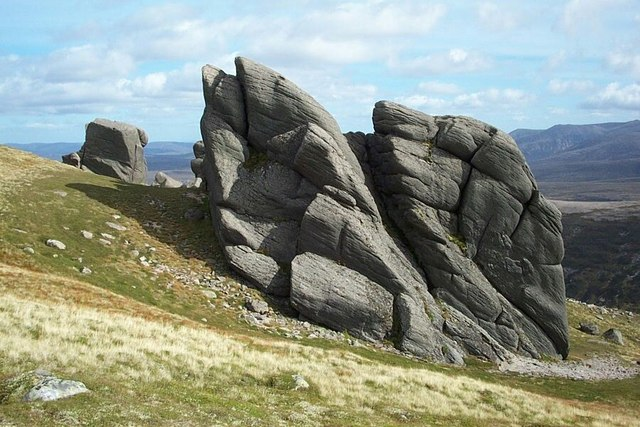
Die Barns of Bynack südlich des Gipfels
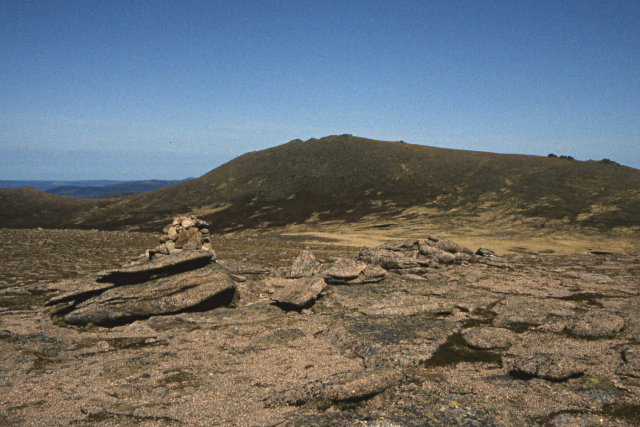
Der Gipfelcairn des A’ Chòinneach, im Hintergrund der Bynack More, auf dem Grat rechts erkennbar die Barns of Bynack

Durch seine Lage am Nordrand der Cairngorms bietet der Bynack More vor allem weite Aussichten über Speyside und Moray. Ausgangspunkt für eine Besteigung ist in der Regel das Glenmore Visitor Centre, das sich an der Zufahrtsstraße von Aviemore zur Talstation der Standseilbahn Cairngorm befindet. Von dort führt der Weg nach Nordosten durch den Ryvoan Pass östlich des Meall a’ Bhuachaille und das Strath Nethy kreuzend nach Osten über das weite Moor- und Heideland nördlich des Bynack More zum Nordgrat und zum Gipfel.